# Agalenocosa helvola
Agalenocosa helvola là một loài nhện trong họ Lycosidae.
Loài này thuộc chi Agalenocosa. Agalenocosa helvola được Carl Ludwig Koch miêu tả năm 1847.